# Veseljko Trivunović
Veseljko Trivunović (ur. 13 stycznia 1980 w Banja Luce) – bośniacki piłkarz występujący na pozycji pomocnika w klubie FK Qəbələ, do którego trafił latem 2011 roku. W reprezentacji Bośni i Hercegowiny zadebiutował w 2010 roku. Do tej pory rozegrał w niej sześć spotkań, w których zdobył jedną bramkę.